# (2402) Satpaev
(2402) Satpaev est un astéroïde de la ceinture principale.

## Description
(2402) Satpaev est un astéroïde de la ceinture principale. Il fut découvert le 31 juillet 1979 à Naoutchnyï par Nikolaï Tchernykh. Il présente une orbite caractérisée par un demi-grand axe de 2,22 UA, une excentricité de 0,13 et une inclinaison de 5,2° par rapport à l'écliptique.

## Compléments